# بيكي دوغان
بيكي دوغان (بالإنجليزية: Becky Duggan) هي لاعبة كرة قدم بريطانية، ولدت في 10 يونيو 1983 في تويكنهام في المملكة المتحدة. لعبت مع نادي تشيلسي لكرة القدم للسيدات.